# Damian Jeszke
Damian Jeszke (Chełmno, 6 febbraio 1995) è un cestista polacco.

## Palmarès
- Coppa di Polonia: 1

Rosa Radom: 2016
- Supercoppa polacca: 1

Rosa Radom: 2016